# اوراشی
اوراشی (به لاتین: Orašje) مرکز استان پوساوینا در کشور بوسنی و هرزگوین است.

## خصوصیات
اوراشی ۱۲۱٬۸ کیلومترمربع مساحت و ۳٬۷۹۶ نفر جمعیت دارد و ۸۰ متر بالاتر از سطح دریا واقع شده‌است.